# Scaramouche (film, 1963)
Pour les articles homonymes, voir Scaramouche.
Pour plus de détails, voir Fiche technique et Distribution.
Scaramouche (La máscara de Scaramouche) est un film de cape et d'épée franco-italo-espagnol réalisé par Antonio Isasi-Isasmendi et sorti en 1963.

## Synopsis
Robert Lafleur dirige une troupe de comédiens dans la plus pure tradition de la commedia dell'arte où son interprétation de Scaramouche enchante les foules... quand il ne délaisse pas les tréteaux pour courir d'une maîtresse à l'autre. Peu perturbé par la rumeur qui en ferait le fruit des amours ancillaires d'un important seigneur, il se partage entre Suzanne, patronne d'une taverne (de charme), et Madame de Popignan par ailleurs maîtresse du Roi et du marquis de Latour. Le retour de Louisiane du Marquis de Souchil et sa charmante filleule sortie droit du Couvent vont changer tout ça.

## Anecdote
Inspirée par la version de Rafael Sabatini du personnage de Scaramouche (comédien français insouciant que la rumeur fait le fruit des amours ancillaires d'un important seigneur), cette coproduction franco-espagnole n'hésite pas à utiliser la Cathédrale de Burgos comme décor d'une histoire censée se dérouler à Paris.

## Fiche technique
- Titre français : Scaramouche
- Titre original espagnol : La máscara de Scaramouche
- Titre italien : Le avventure di Scaramouche
- Réalisation : Antonio Isasi-Isasmendi
- Scénario : Antonio Isasi-Isasmendi, d'après le roman Scaramouche de Rafael Sabatini
- Décors : Enrique Alarcón
- Costumes : Humberto Cornejo
- Photographie : Alejandro Ulloa
- Musique : Gregorio García Segura
- Bande originale : Les Comédiens de Charles Aznavour chantée par Jacqueline François
- Maître d'armes : Claude Carliez
- Production : Miguel Tudela
- Société(s) de production : Production Benito Perojo (Madrid), Fides (Paris), C.C.M. (Rome)
- Pays d’origine :  France,  Espagne,  Italie
- Langue originale : espagnol
- Format : couleur (Eastmancolor) — 2,35:1 (Dyaliscope) — son Mono
- Genre : Film de cape et d'épée, aventure
- Durée : 98 minutes
- Dates de sortie[1] :
  - Espagne : 23 septembre 1963
  - France : 1er novembre 1963
  - Italie : 14 février 1964

## Distribution
- Gérard Barray (VF : lui-même)  : Robert Lafleur dit Scaramouche
- Michèle Girardon  (VF : elle-même) : Diane, filleule du Marquis de Souchil
- Yvette Lebon : Alice de Popignan
- Gianna Maria Canale (VF : Jacqueline Carrel)  : Suzanne
- Alberto de Mendoza  (VF : Roland Menard) : Marquis de Latour
- Gonzalo Canas (VF : Pierre Vaneck) : Pierrot
- Georges Rigaud (VF : Roger Treville) : le duc de Lacoste
- Rafael Duran (VF : Louis Arbessier) : Monsieur Duvallon
- Jose Bruguera (VF : Serge Nadaud) : le marquis de Souchil
- Antonio Gradoli (VF : Andre Valmy) : l'abbé Vincent
- Fernando Montes (VF : Claude Bertrand) : Chabert
- Ángel Álvarez (VF : Richard Francoeur) : l'envoyé de Latour
- Andres Mejuto : Monsieur de Villancourt